# Martín Rico y Ortega

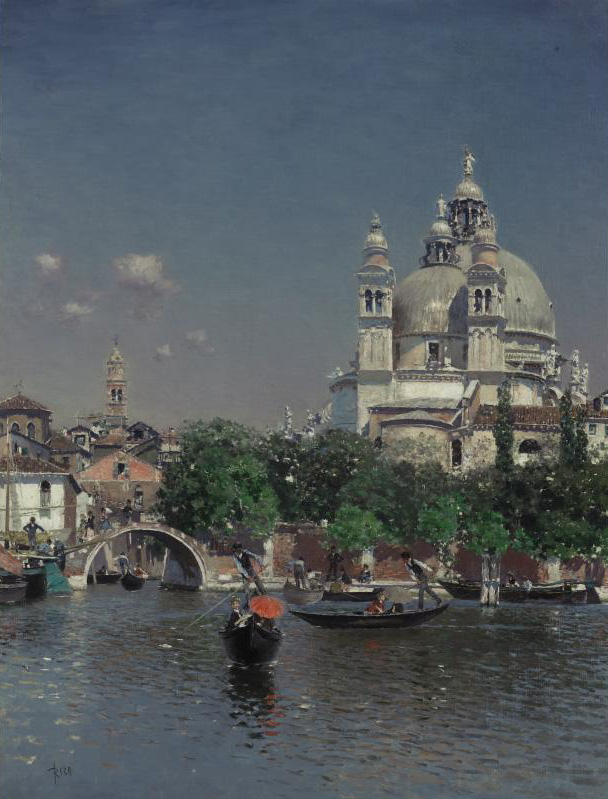
Martín Rico y Ortega - Venezianische Lagune nahe der Kirche Santa Maria della Salute

Martín Rico y Ortega (* 12. November 1833 in Madrid; † 13. April 1908 in Venedig) war ein spanischer impressionistischer Maler.
Er zählte seinerzeit zu den wenigen hervorragenden spanischen Landschaftsmalern.
Seine detaillierten und atmosphärischen Werke spiegeln häufig auch die Architektur wider.
Selbst das bunte Treiben mehrerer Menschen konnte Rico y Ortega
mit seinem fotorealistischen Gedächtnis in seinen Bildern festhalten.
Seine Technik vermischte die Kunst der Panorama-Maler des 19. Jahrhunderts mit der von Veduten-Malern des 18. Jahrhunderts. Teilweise wandte er auch Hyperrealismus an, indem er Perspektiven von Gebäuden veränderte, um sie besser wieder erkennbar zu machen. Rico y Ortega war einer der ersten in situ Landschaftsmalern — er malte also nicht im Atelier. International bekannt wurde er vor allem durch seine zahlreichen Bilder von seiner Wahlstadt Venedig.

## Leben
Martín Rico y Ortega wurde in El Escorial, Madrid, geboren, wuchs in einer Künstlerfamilie auf und ließ sich von seinem Bruder Bernardino Rico [* 1825; † 1894] zum Gravierer ausbilden.
Sein Studium der Kunstmalerei begann Rico y Ortega in Madrid an der Escuela de Bellas Arte de San Fernando (heute: Real Academia de Bellas Artes de San Fernando) unter der Supervision von Prof. Jenaro Pérez Villaamil, der erste Landschaftsmaler an dieser Kunstakademie, und Federico de Madrazo y Kuntz.
Frühe Werke von Rico y Ortega zeigen Einflüsse der romantischen Landschaftsmalerei, im Stile von Jenaro Pérez Villaamil, David Roberts und Joseph Mallord William Turner.
Durch Stipendien gefördert, studierte er auch in Rom und Paris. Unterstützt und inspiriert von der Schule von Barbizon wurde er durch Charles-François Daubigny, Eduardo Zamaçois y Zabala und Ernest Meissonier. Ab 1860 bereiste Rico y Ortega Europa, insbesondere die Bretagne, die Schweiz und England, sesshaft war er in Paris. Zudem arbeitete er als Kunstdirektor der Zeitschrift La Ilustración Española y Americana.
Während des Deutsch-Französischen Krieges 1870–71 kehrte er nach Spanien zurück. Danach ließ er sich dauerhaft in Venedig nieder, reiste aber auch durch Spanien und häufig nach Paris. Seine letzte künstlerische Phase war nun geprägt durch den Einfluss von Mariano José Bernardo Fortuny y Marsal. Martín Rico y Ortega starb im Alter von 74 Jahren in Venedig, seine Grabstätte befindet sich dort auf dem Cimitero di San Michele.

## Auszeichnungen
Martín Rico y Ortega wurde mehrfach ausgezeichnet, u. a. 1862 mit dem Prix de Rome, welcher zum ersten Mal an einen Landschaftsmaler vergeben wurde. Er stellte seine Werke ab 1864 regelmäßig im Pariser Salon aus, wo ihm 1866 eine prestigeträchtige Silbermedaille verliehen wurde. 1878 erhielt er auf der Pariser Weltausstellung eine Bronzemedaille und die besondere Ehre als Chavalier de la Légion d’honneur, auf der Pariser Weltausstellung 1889 bekam er eine Silbermedaille.

## Werke (Auszug)
Werke von Martín Rico y Ortega können in mehreren renommierten Museen betrachtet werden:

Museo del Prado in Madrid, Museo de Bellas Artes de Bilbao, Museo de Bellas Artes de Valencia,
Metropolitan Museum of Art und Brooklyn Museum in New York City,
The Art Institute of Chicago, Currier Gallery of Art in New Hampshire, Mildred Lane Kemper Art Museum in St. Louis (Missouri), Minneapolis Institute of Arts, The Walters Art Museum in Maryland.

Martín Rico y Ortega signierte seine Bilder mit Rico (in mehreren unterschiedlichen Schreibweisen), er schuf niemals sehr große Werke (typische "Ricos" haben Ausmaße von 28 × 17 inch).

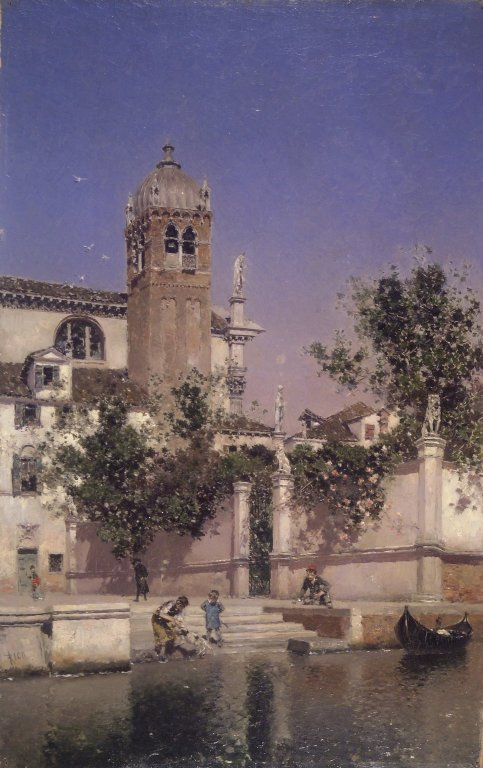
Martín Rico y Ortega - Ein Kanal in Venedig
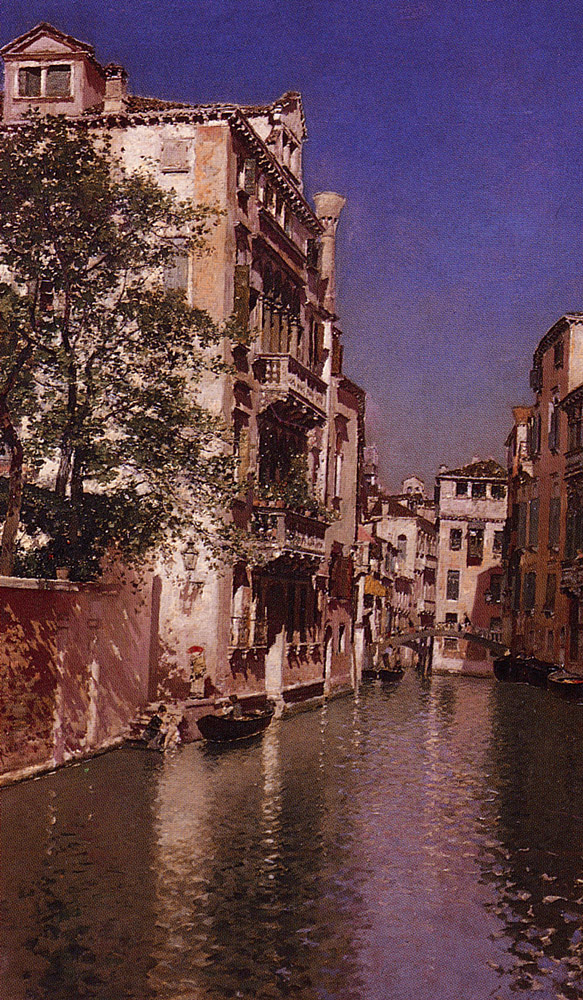
Martín Rico y Ortega - Kanal San Giovane
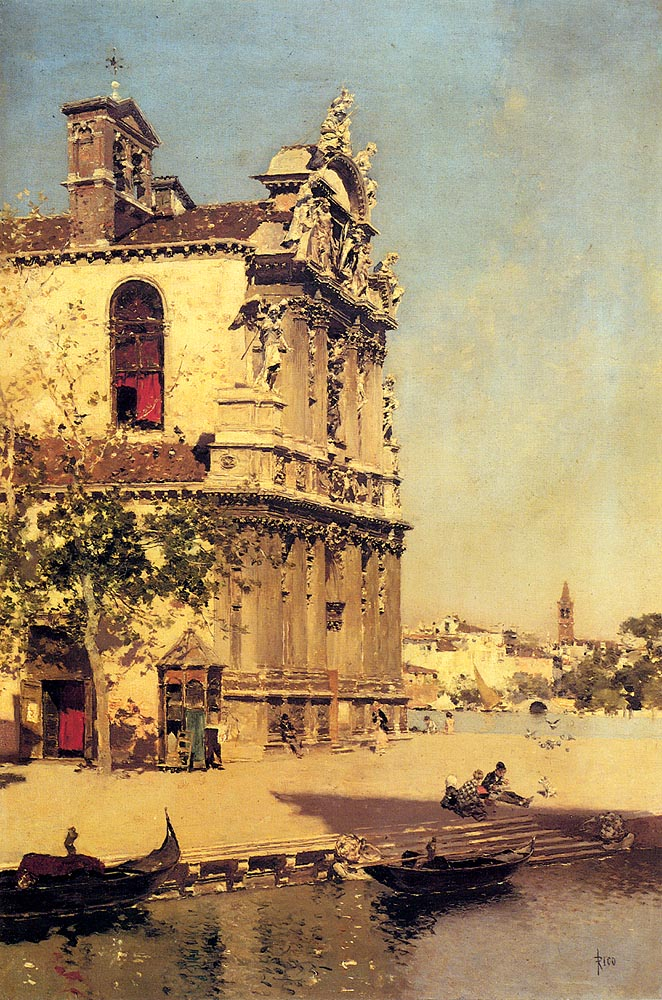
Martín Rico y Ortega - Anblick von Venedig
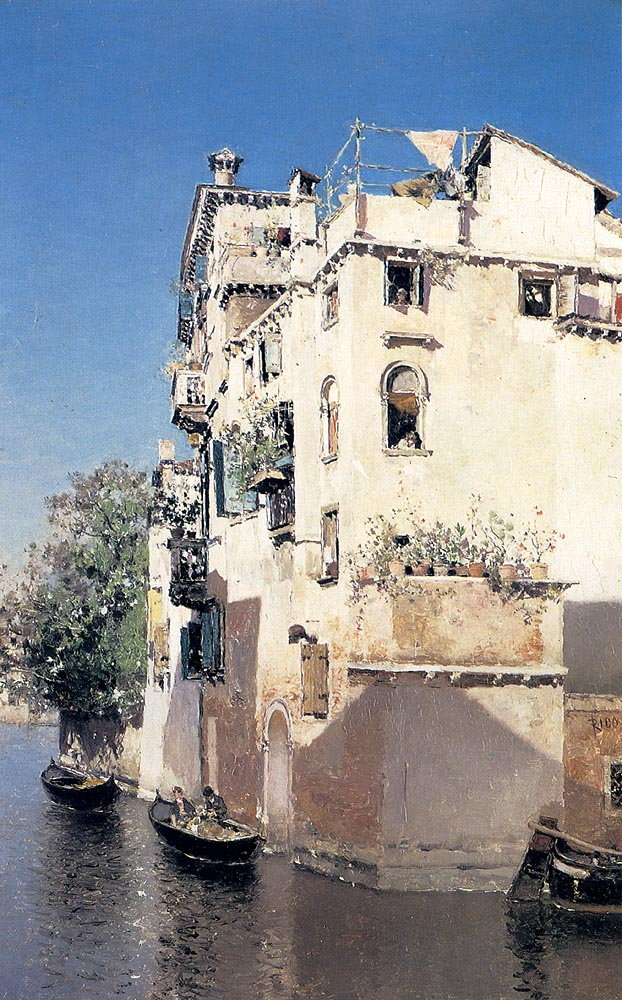
Martín Rico y Ortega - Szenerie eines venezianischen Kanals
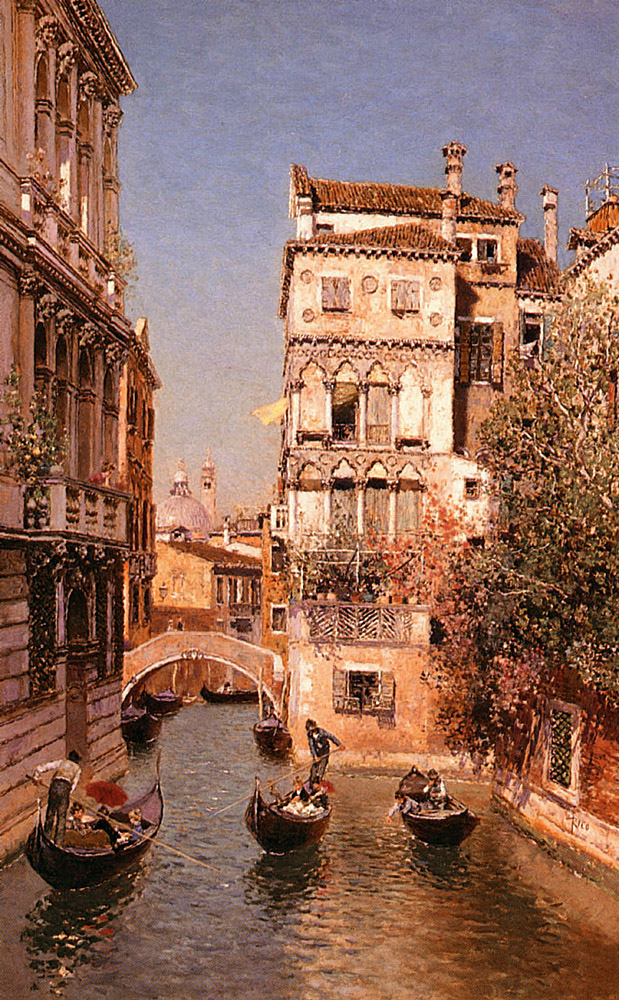
Martín Rico y Ortega - Entlang am venezianischen Kanal
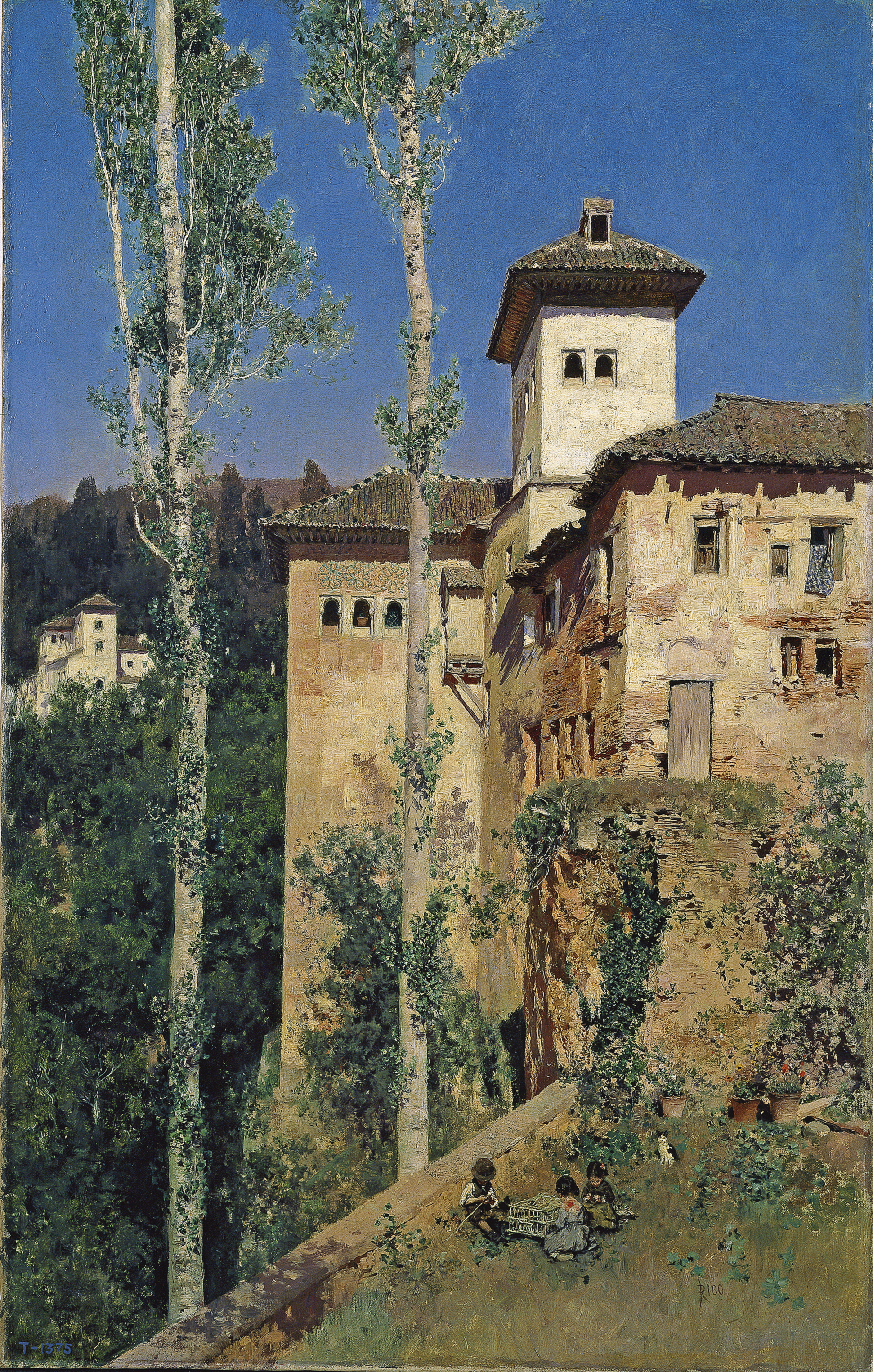
Martín Rico y Ortega - Der Damenturm von der Alhambra
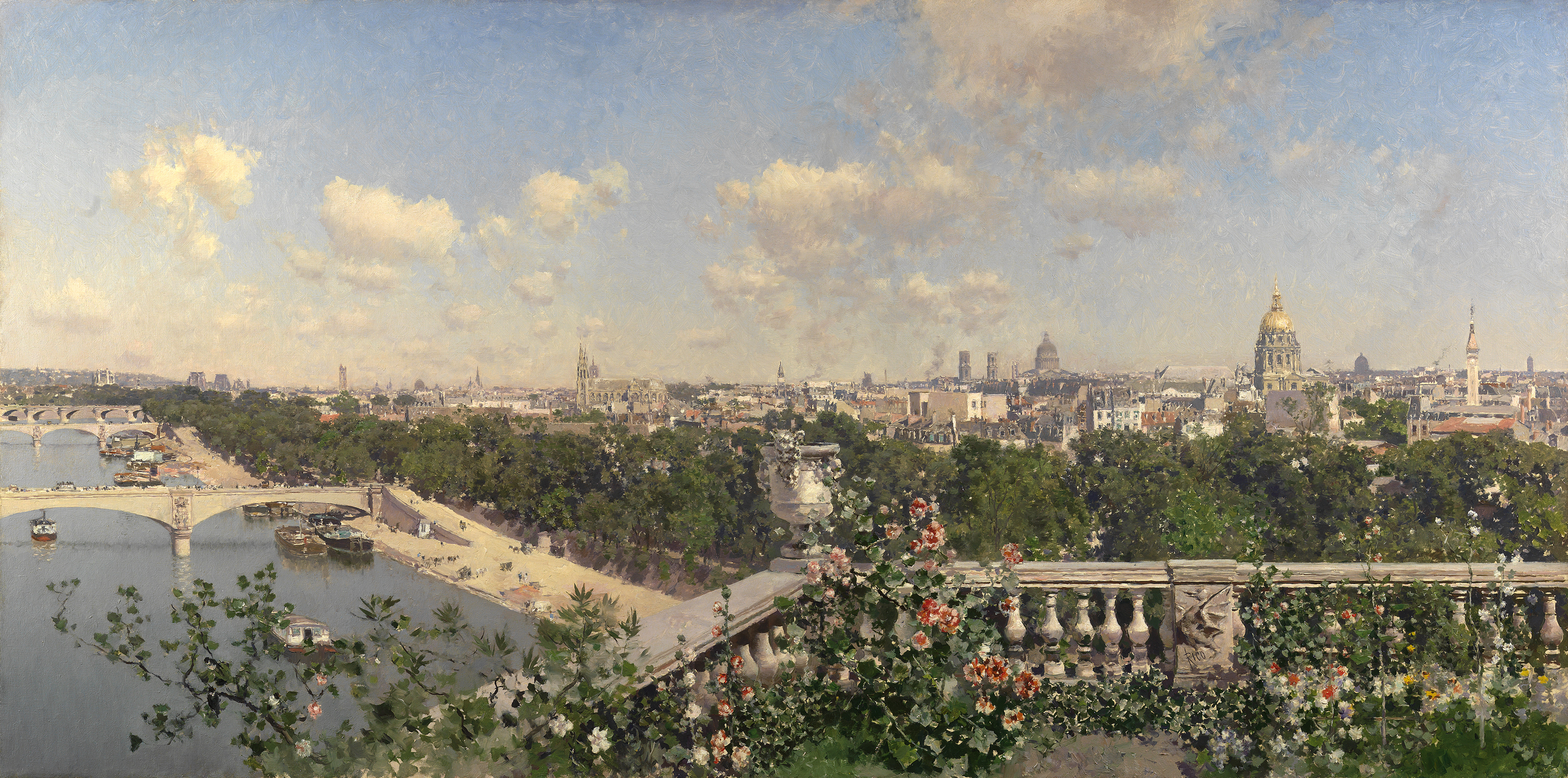
Martín Rico y Ortega - Ansicht auf Paris vom El Trocadero
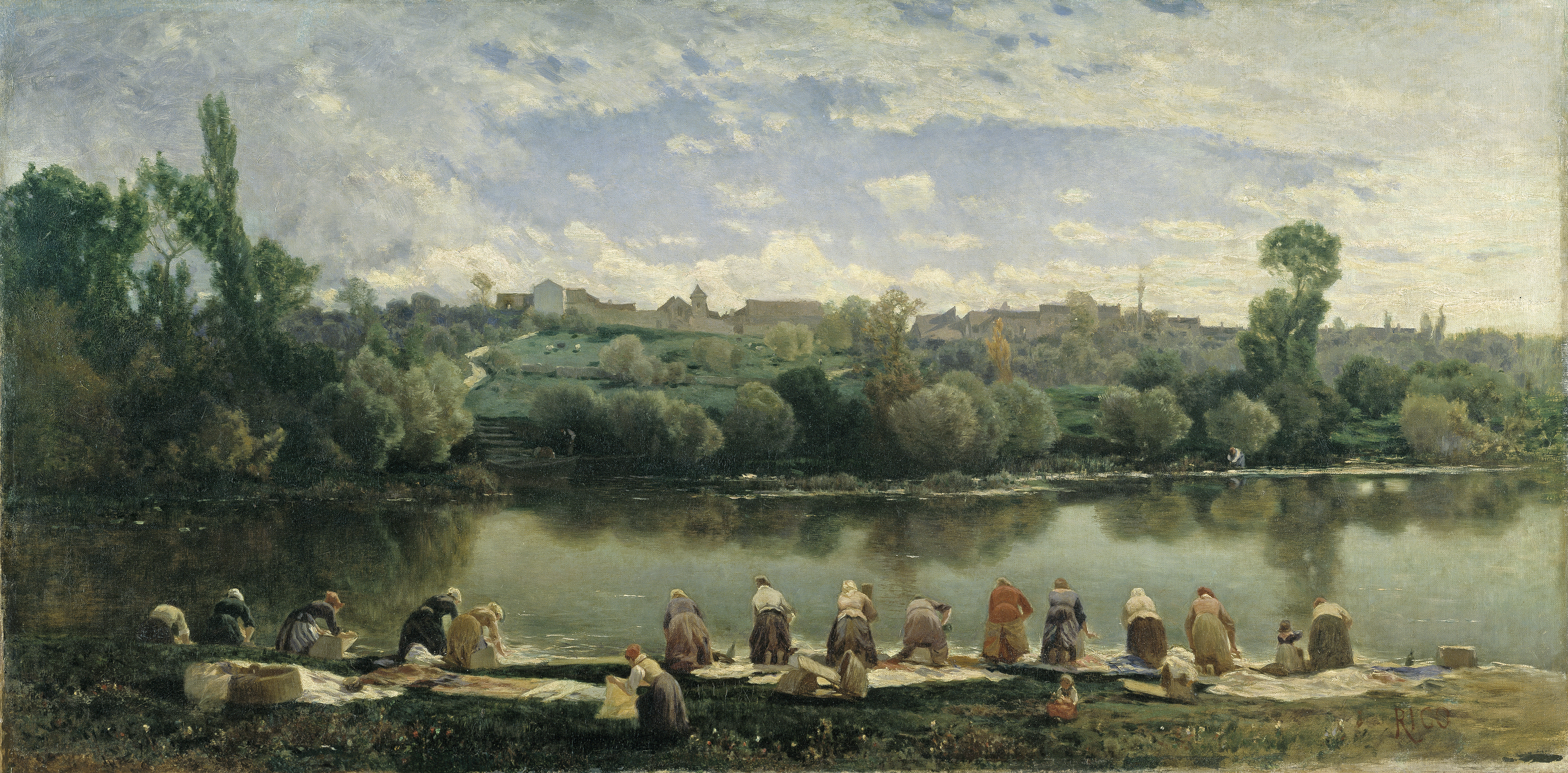
Martín Rico y Ortega - Die Waschfrauen von Varenne
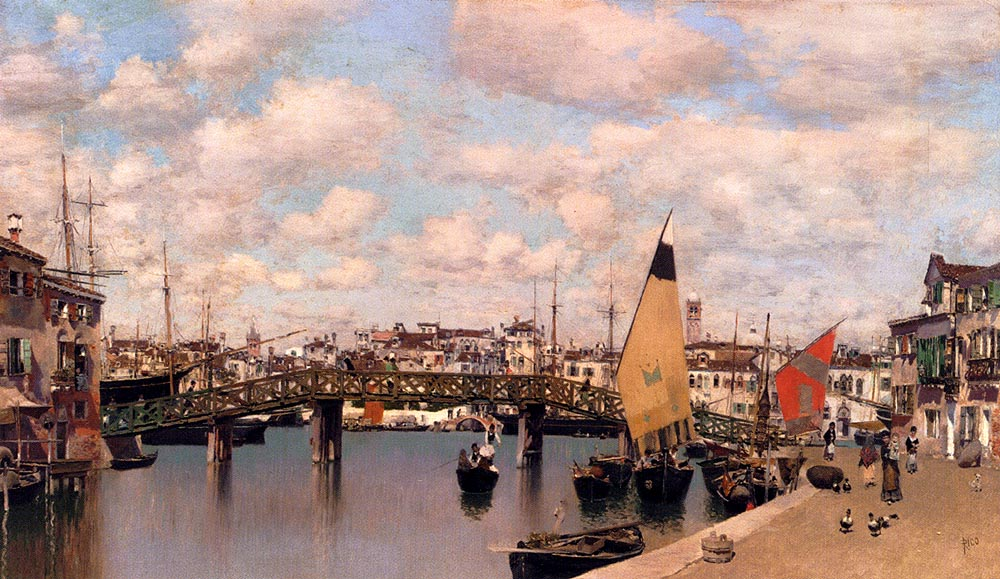
Martín Rico y Ortega - Die Pont Vert
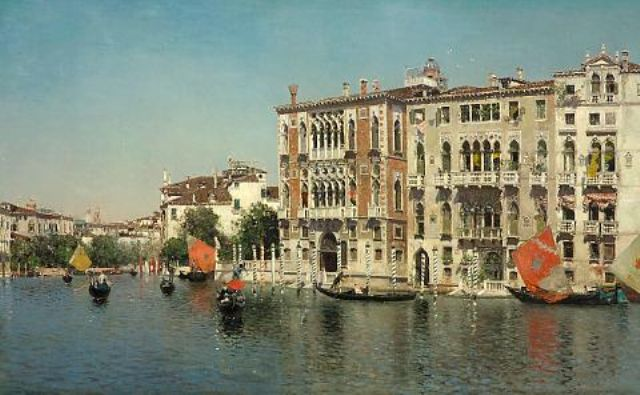
Martín Rico y Ortega - Anblick des Palazzo Cavalli und des Palazzo Barbarigo am Canal Grande
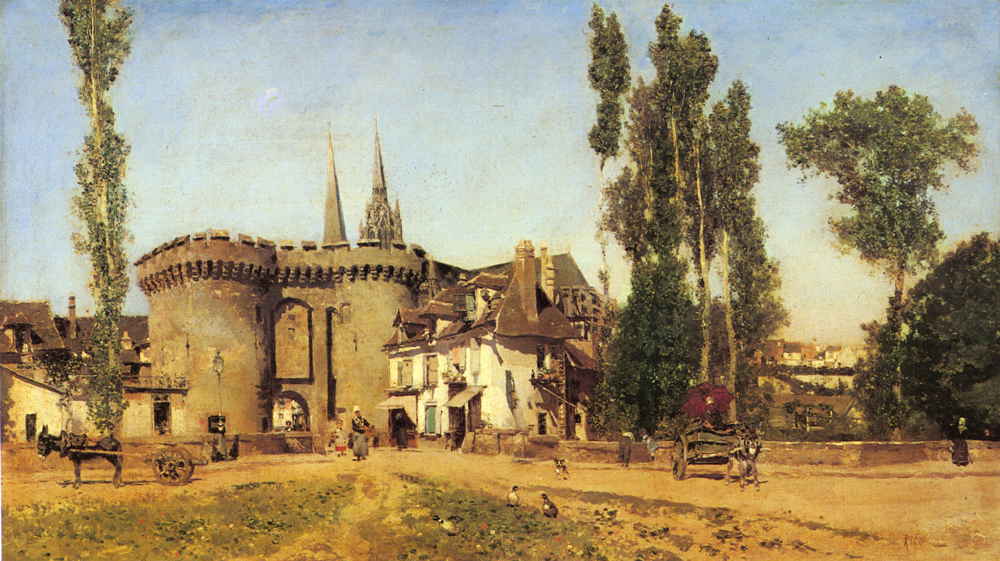
Martín Rico y Ortega - Das Dorf Cartres
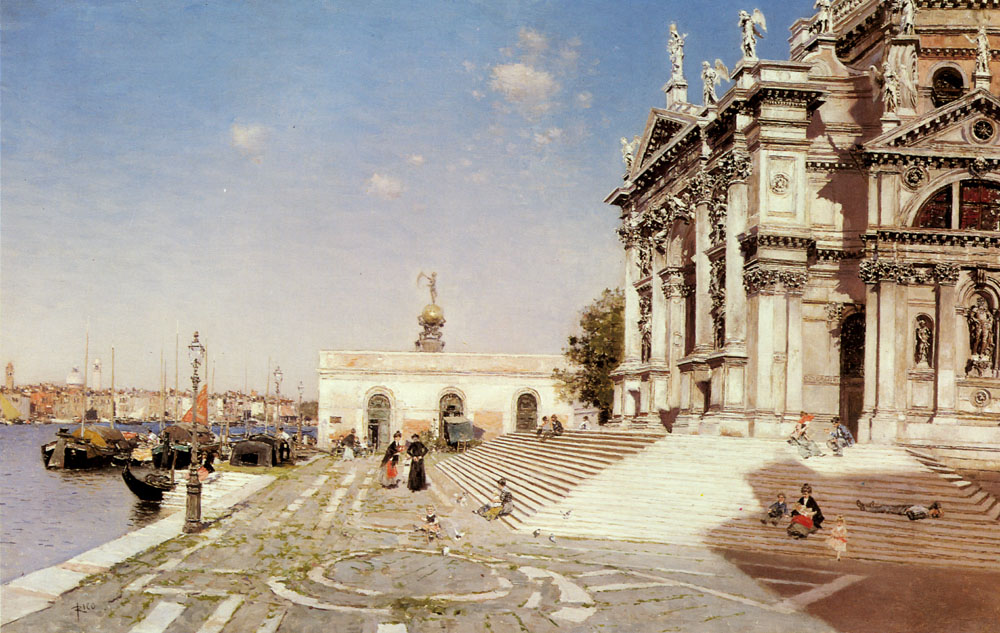
Martín Rico y Ortega - Ansicht der Santa Maria della Salute
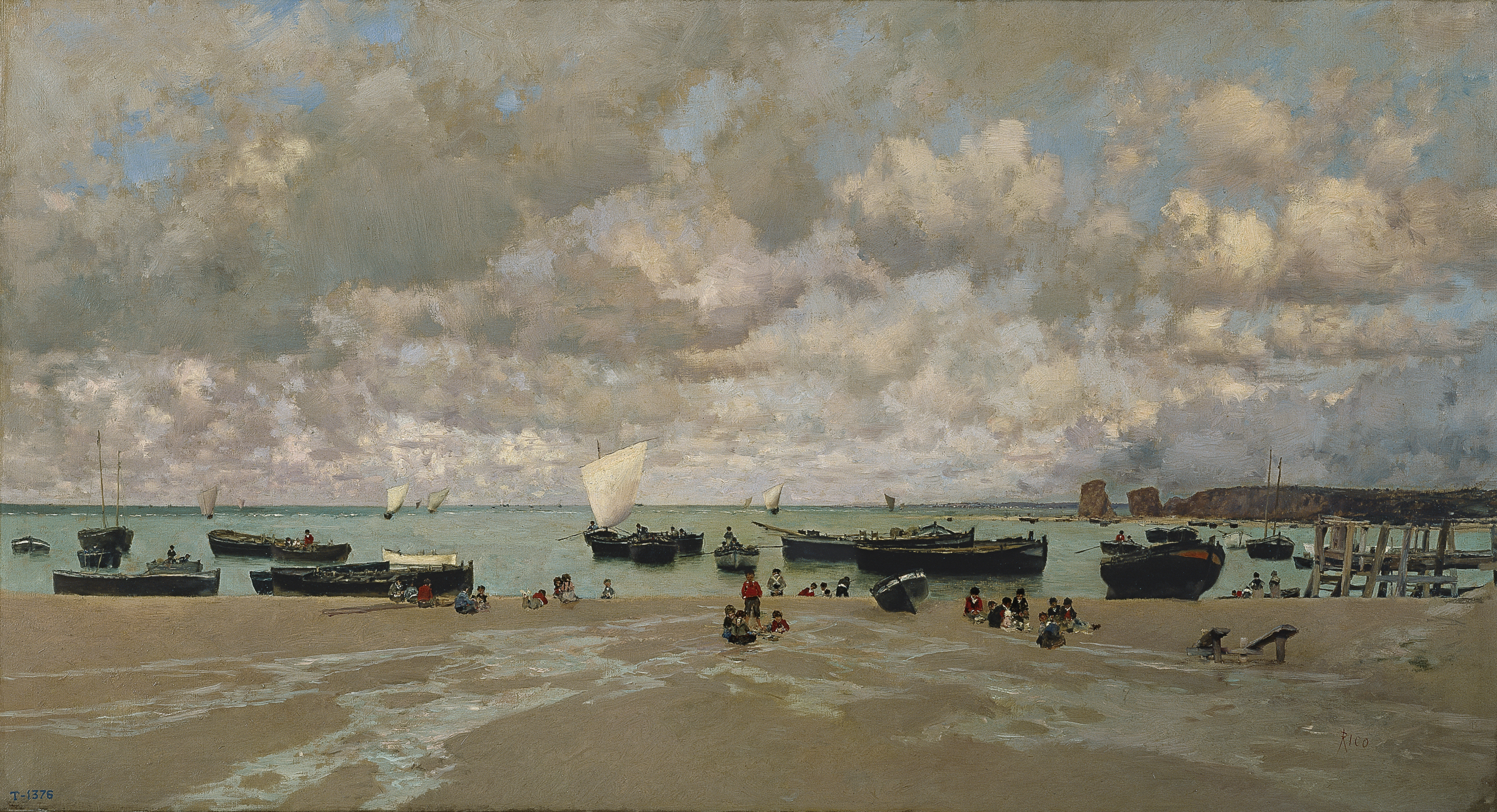
Martín Rico y Ortega - Die Mündung der Bidasoa
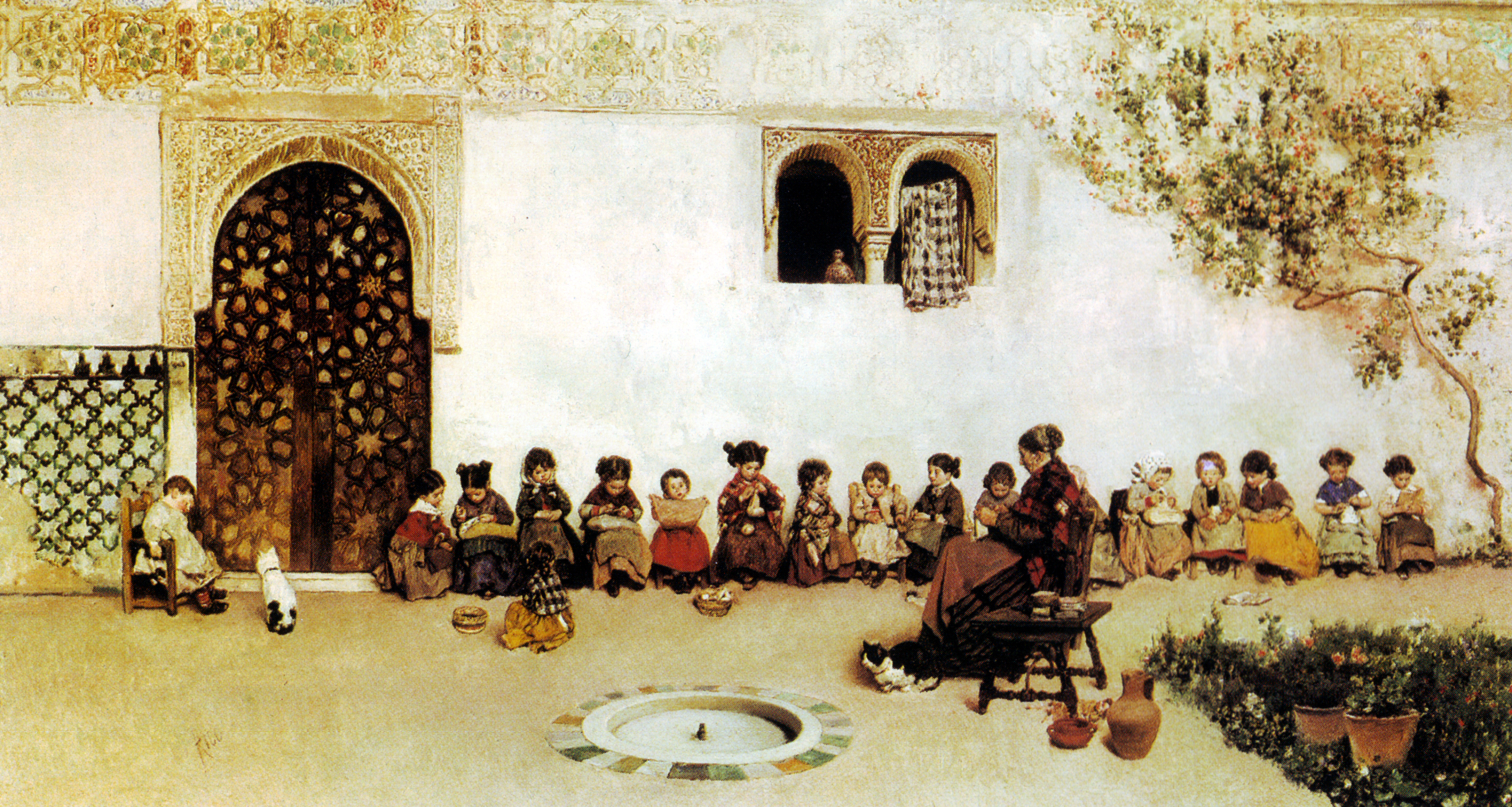
Martín Rico Ortega - Die Nähschule
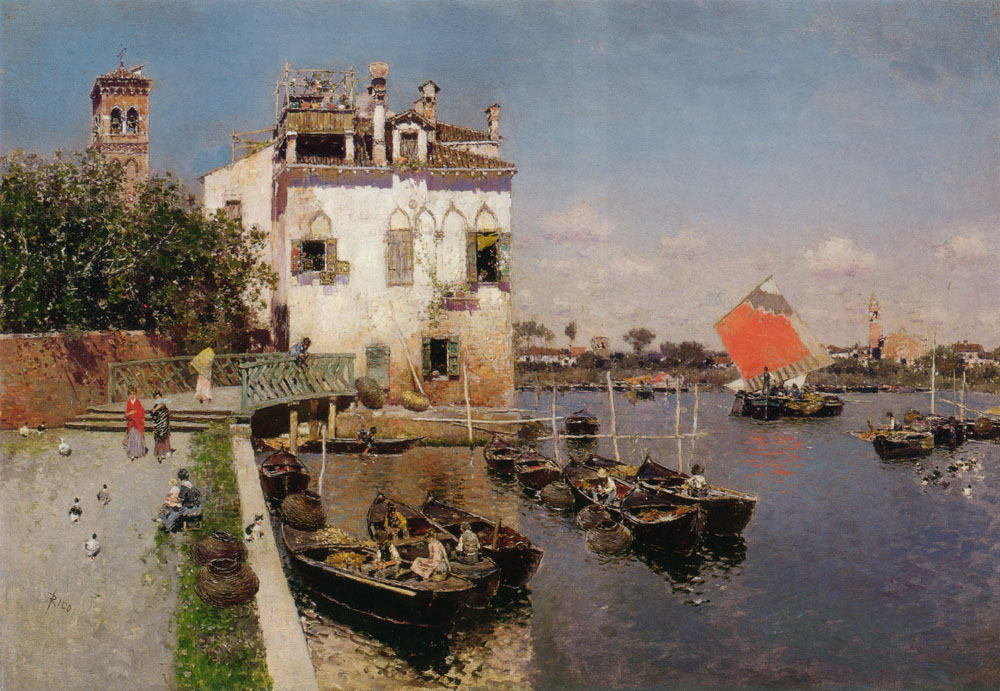
Martín Rico Ortega - Venezianische Fischer vor entfernter Ansicht von San Marco
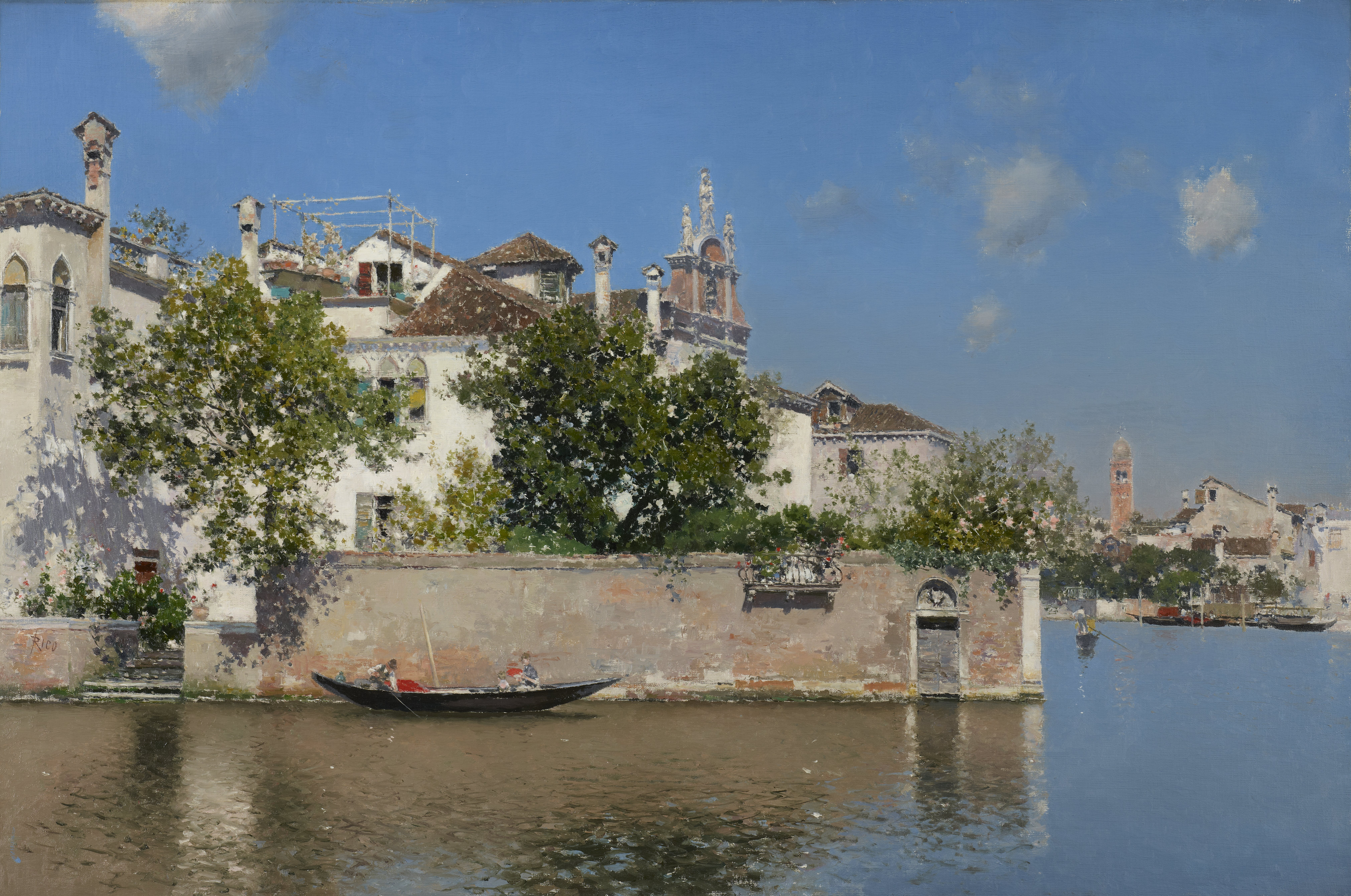
Martín Rico Ortega - Garten des Palazzo Vendramin
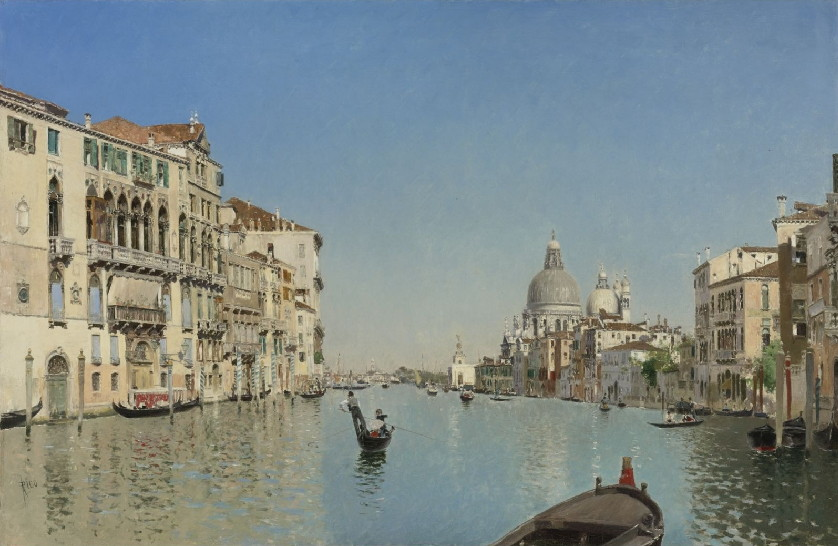
Martín Rico Ortega - Eine Gondel auf dem Canal Grande
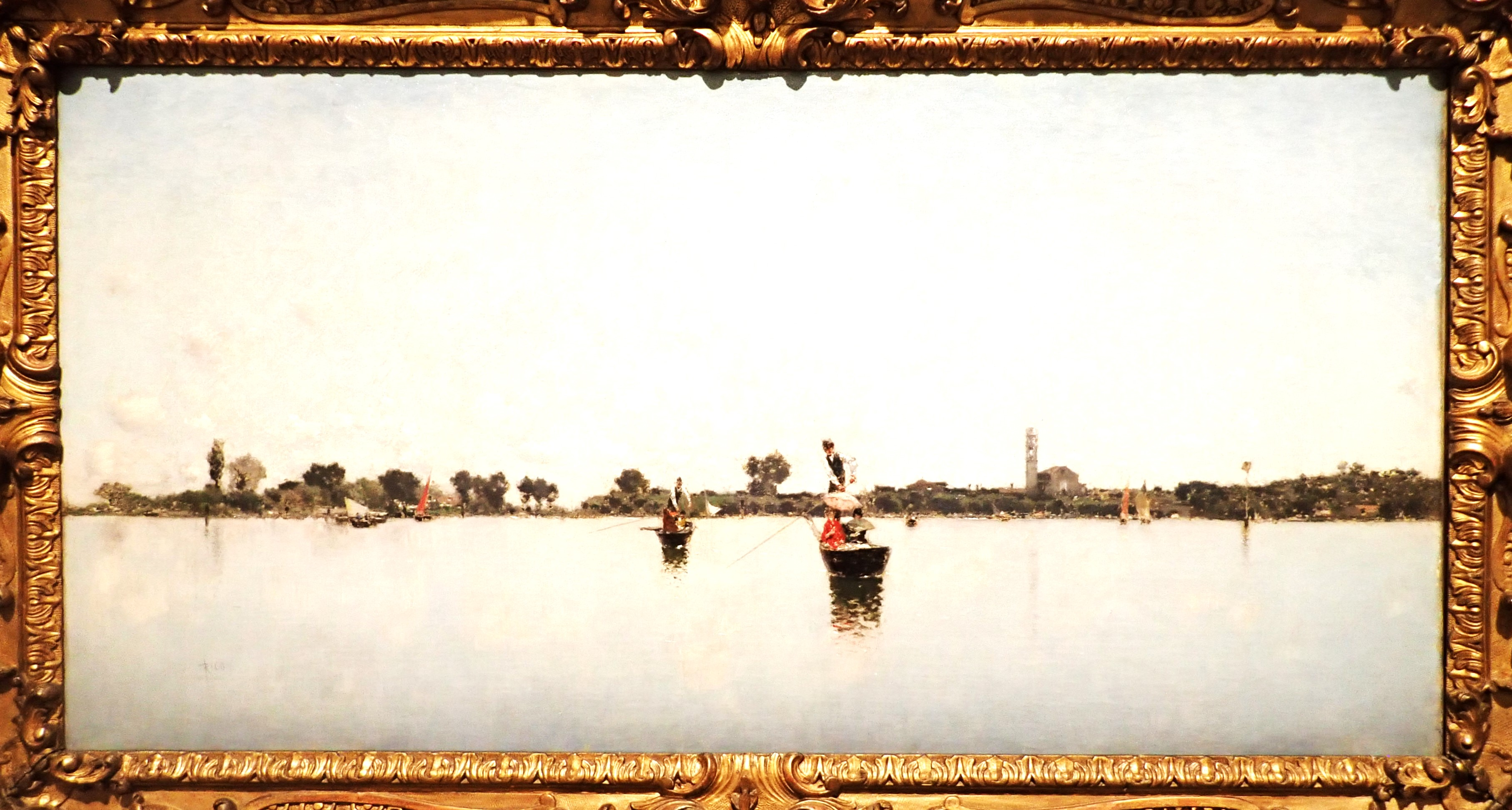
Martin Rico y Ortega, La laguna, 1885